# Réforme des arrondissements de Saxe de 2008
Après une première réforme en 1994, le Land de Saxe (Allemagne) a appliqué une nouvelle réforme de ses arrondissements en 2008.
Le 1er août 2008, ses 22 anciens arrondissements ont été regroupés en 10 nouveaux.
Ses villes-arrondissements (villes possédant le statut d'arrondissement à elles-seules) sont passées de 7 à 3.
Ses 3 districts, eux, sont restés inchangés mais ont pris le nom de « Direktionsbezirke » (Districts de direction) plutôt que « Regierungsbezirke ».

## Avant la réforme
La Saxe était divisée en 22 arrondissements et 7 villes-arrondissements :
Les 22 anciens arrondissements de Saxe :
- Annaberg (ANA) (2)
- Aue-Schwarzenberg (ASZ) (2)
- Bautzen (Budyšin) (BZ) (1)
- Chemnitz-Campagne (Chemnitzer Land) (GC) (2)
- Delitzsch (DZ) (3)
- Döbeln (DL) (3)
- Freiberg (FG) (2)
- Kamenz (Kamjenc) (KM) (1)
- Pays-de-Leipzig (Leipziger Land) (L) (3)
- Löbau-Zittau (ZI) (1)
- Meissen (MEI) (Meißen) (1)
- Monts-Métallifères-Centraux (Mittlerer Erzgebirgskreis) (MEK) (2)
- Mittweida (MW) (2)
- Vallée-de-Mulde (Muldentalkreis) (MTL) (3)
- Haute-Lusace-Basse-Silésienne (Niederschlesischer Oberlausitzkreis) (Delnjosleško-hornjołužiski wokrjes) (NOL) (1)
- Riesa-Grossenhain (Riesa-Großenhain) (RG) (1)
- Suisse-Saxonne (Sächsische Schweiz) (PIR) (1)
- Stollberg (STL) (2)
- Torgau-Oschatz (TO) (3)
- Vogtland (V) (2)
- Weisseritz (DW) (Weißeritz) (1)
- Zwickau-Campagne (Zwickauer Land) (Z) (2)

Les 7 anciennes villes-arrondissements de Saxe :
- Chemnitz (C) (2)
- Dresde (DD) (1)
- Görlitz (GR) (1)
- Hoyerswerda (Wojerecy) (HY) (1)
- Leipzig (L) (3)
- Plauen (PL) (2)
- Zwickau (Z) (2)

### Après la réforme
Les 22 anciens arrondissements ont été regroupés ainsi :
Les 10 nouveaux arrondissements de Saxe :
| Arrondissement                                                                | Regroupements et nouveau chef-lieu |
| ----------------------------------------------------------------------------- | --- |
| Bautzen                                                                       | E < Arrondissement de Bautzen, Arrondissement de Kamenz et Hoyerswerda ; Bautzen                                                                                     |
| Monts-Métallifères (Erzgebirgskreis)                                          | N < Arrondissement d'Annaberg, Arrondissement d'Aue-Schwarzenberg, Arrondissement des Monts-Métallifères-Centraux et Arrondissement de Stollberg ; Annaberg-Buchholz |
| Görlitz                                                                       | N < Arrondissement de Löbau-Zittau, Arrondissement de Haute-Lusace-Basse-Silésienne et Görlitz ; Görlitz                                                             |
| Leipzig                                                                       | N < Arrondissement du Pays-de-Leipzig et Arrondissement de la Vallée-de-Mulde ; Borna                                                                                |
| Meissen                                                                       | E < Arrondissement de Riesa-Grossenhain et Arrondissement de Meissen (1996-2008) ; Meissen                                                                           |
| Saxe centrale (Mittelsachsen)                                                 | N < Arrondissement de Döbeln, Arrondissement de Freiberg et Arrondissement de Mittweida ; Freiberg                                                                   |
| Saxe-du-Nord (Nordsachsen)                                                    | N < Arrondissement de Delitzsch et Arrondissement de Torgau-Oschatz ; Torgau                                                                                         |
| Suisse-Saxonne-Monts-Métallifères-de-l'Est (Sächsische Schweiz-Osterzgebirge) | N < Arrondissement de Suisse-Saxonne et Arrondissement de Weisseritz ; Pirna                                                                                         |
| Vogtland                                                                      | E < Arrondissement du Vogtland et Plauen ; Plauen |
| Zwickau                                                                       | N < Arrondissement de Chemnitz-Campagne, Arrondissement de Zwickau-Campagne et Zwickau ; Zwickau                                                                     |

E = Eingliederung, LRA = Landratsamt, N = Neubildung

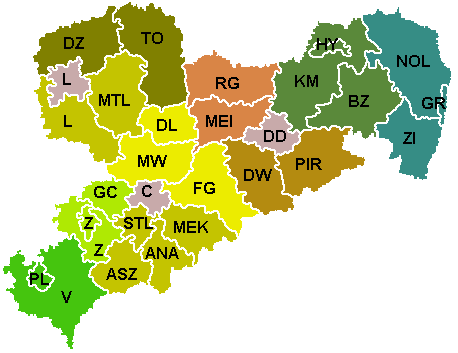
Regroupement des anciens arrondissements.

Nouveaux arrondissements de Saxe en 2008.

Les 3 nouvelles villes-arrondissements de Saxe :
- Chemnitz ;
- Dresde ;
- Leipzig.